# Brachychiton velutinosus
Brachychiton velutinosus là một loài thực vật có hoa thuộc họ Sterculiaceae.
Loài này có ở Úc và Papua New Guinea.
Chúng hiện đang bị đe dọa vì mất nơi sống.